# Hamlet Barrientos
Hamlet Israel Barrientos Ferrufino (ur. 9 stycznia 1978 w La Paz) – boliwijski piłkarz występujący na pozycji bramkarza, obecnie zawodnik Universitario Sucre.

## Kariera klubowa
Barrientos pochodzi z miasta La Paz i jest wychowankiem tamtejszego zespołu The Strongest, do którego seniorskiej drużyny został włączony w 1999 roku, 14 marca 1999 w wygranym 2:0 spotkaniu z Destroyers debiutując w Liga de Fútbol Profesional Boliviano. Już w swoim premierowym sezonie wywalczył ze swoim klubem wicemistrzostwo kraju, za to w kolejnych trzech rozgrywkach zajmował z The Strongest trzecie miejsce w tabeli ligowej, przeważnie będąc podstawowym golkiperem ekipy. W 2003 roku został zawodnikiem niżej notowanego Club Universidad Iberoamericana, w którym spędził dwa lata bez większych sukcesów. W 2005 roku Barrientos podpisał kontrakt z klubem CD San José z miasta Oruro. Jego barwy reprezentował z kolei przez półtora roku, także nie zdobywając żadnego trofeum.
Latem 2006 Barrientos odszedł do Realu Potosí, z którym już w jesiennym sezonie Clausura wywalczył wicemistrzostwo Boliwii. Pół roku później, podczas rozgrywek Apertura 2007, zdobył pierwszy tytuł mistrzowski, zarówno w swojej karierze, jak i w historii klubu, jednak pozostawał rezerwowym golkiperem. W sezonie Apertura 2009 osiągnął kolejny tytuł wicemistrza kraju. Z Realem wziął udział w kilku turniejach międzynarodowych, jak Copa Libertadores czy Copa Sudamericana, lecz nie rozegrał w nich ani jednego meczu. W 2010 roku trafił do Club Jorge Wilstermann, którego barwy reprezentował do końca roku, głównie przesiadując na ławce rezerwowych. Mimo zdobycia mistrzostwa Boliwii w wiosennych rozgrywkach Apertura i dotarcia do finału krajowego pucharu, na koniec sezonu Jorge Wilstermann spadł do drugiej ligi boliwijskiej.
W 2011 roku Barrientos podpisał kontrakt z Universitario Sucre, gdzie w jesiennym sezonie Apertura osiągnął wicemistrzostwo kraju jako rezerwowy bramkarz.

## Kariera reprezentacyjna
W 2001 roku Barrientos został powołany przez selekcjonera Carlosa Aragonésa na turniej Copa América. Nie rozegrał wówczas ani jednego meczu, pozostając rezerwowym dla Carlosa Ariasa, a jego kadra nie zdołała wyjść z grupy. Nigdy nie zadebiutował w reprezentacji Boliwii.